# Syzyx
Syzyx là một chi bướm đêm thuộc họ Geometridae.